# Vasilios Lampropoulos
Vasilios Lampropoulos, más conocido como Lampropoulos, (Pyrgos, 31 de marzo de 1990) es un futbolista profesional griego que juega como defensa y milita en el O. F. I. Creta de la Superliga de Grecia.

## Trayectoria
Es un defensa central formado en el Olympiakos, una de las mejores canteras del país heleno y más tarde, comenzaría una andadura por equipos griegos como el Kalamarias, Asteras Tripol, Panionios y AEK, entre otros.
Durante la temporada 2018-19 disputó 16 partidos en la Superliga griega en el conjunto del AEK Atenas F.C. y tres de ellos en la Liga de Campeones. Además, el central fue internacional con las categorías inferiores sub-21 de Grecia y llegó a jugar dos partidos con su selección.
En agosto de 2019 firmó con el Real Club Deportivo de La Coruña por dos temporadas para jugar en la Segunda División de España, siendo su primera experiencia como profesional fuera de Grecia. El 31 de enero de 2020 el conjunto gallego lo cedió al VfL Bochum hasta final de temporada. Finalizada la misma permaneció en el equipo alemán firmando un contrato hasta 2022.
Se marchó del VfL Bochum al término de la temporada 2022-23 y regresó a Grecia tras fichar por el O. F. I. Creta.

## Clubes
| Club                              | País     | Año       |
| --------------------------------- | -------- | --------- |
| Olympiacos F. C.                  | Grecia   | 2007-2009 |
| Apollon Kalamarias F. C. (cedido) | Grecia   | 2008-2009 |
| F. C. Asteras Tripolis            | Grecia   | 2009-2011 |
| GS Ilioupolis (cedido)            | Grecia   | 2011      |
| Ethnikos Asteras F. C.            | Grecia   | 2011-2012 |
| Panionios F. C.                   | Grecia   | 2012-2014 |
| AEK Atenas F. C.                  | Grecia   | 2014-2019 |
| R. C. Deportivo de La Coruña      | España   | 2019-2020 |
| VfL Bochum (cedido)               | Alemania | 2020      |
| VfL Bochum                        | Alemania | 2020-2023 |
| O. F. I. Creta                    | Grecia   | 2023-     |